# Mühlwärts
Mühlwärts ist eine Hofgemeinde, jetzt Ortsteil, von Unterbreizbach im Wartburgkreis in Thüringen.

## Lage
Die Hofgemeinde Mühlwärts liegt im Tal der Mosa südlich des Ulsterberges an der Kreisstraße 100 und Bundesstraße 84. Die Flur grenzt an die Fluren von Hüttenroda und Pferdsdorf. Die Gemarkung besitzt Hanglagen am Ulsterberg sowie Wiesen und Ackerflächen in Richtung Schacht II. Die geographische Höhe des Ortes beträgt 290 m ü. HN.

## Geschichte
Mühlwarts wurde 1569 erstmals urkundlich erwähnt. Die Hofgemeinde ist mit der Entwicklung der anderen Hofgemeinden verknüpft. Unweit des Ortes wurde um 1955 der Schacht II des Kalibergwerks Unterbreizbach geteuft. Deshalb kaufte die Kaliindustrie im Vorfeld Grundstücke von der Hofgemeinde.
1956 war Mühlwärts laut Gemeindeverzeichnis DDR ein Ortsteil der Gemeinde Deicheroda (Territorialer Grundschlüssel 110111).
1975 wurden die Hofgemeinden Deicheroda, Mühlwärts, Hüttenroda und Mosa auf Beschluss des Rates des Kreises Bad Salzungen nach Sünna eingemeindet und sind seit 1996 Ortsteile der Einheitsgemeinde Unterbreizbach.
2012 wohnen 46 Personen in der Hofgemeinde.